# レパーズ (ラグビー)
レパーズ（英: Leopards、アフリカーンス語: Luiperds）は、南アフリカ共和国の北西州ポチェフストルームを拠点とするラグビーユニオンチーム。カリーカップに所属。

## 概要
南アフリカに14あるラグビーユニオン地域協会の1つ、レパーズ協会の代表チーム。
レパーズ協会は北西州全域を管轄している。
チーム名は、英語の「Leopards」とアフリカーンス語の「Luiperds」が併用されている。

## 歴史
1920年、トランスヴァール協会（現在のゴールデン・ライオンズ協会）から分離独立する形でウェスタン・トランスヴァール（西トランスヴァール協会）として創設。
1997年、ノースウェスト（North West）に改称。
2000年、レパーズに改称。

## タイトル
2022年7月現在
- カリーカップ・ファーストディビジョン（2部）
  - 優勝 2回：2015, 2021

## 歴代所属選手
- レナルド・ボスマ（ ナミビア代表）
- ヨハネス・クッツェー
- ヤコ・エンゲルス
- ルード・デヤハー
- ヨハン・ディーゼル
- エウンズ・コツゼ
- ベンハード・ヤンセ・ヴァン・レンスバーグ
- ユージン・ヤンチース
- ジョン＝ロイ・ジェンキンソン
- ロバート・クルーガー
- シルヴィアン・マフーザ
- ウォルト・スティーンカンプ
- ルイス・ファンデルウェストヘーゼン
- ヨハン・レティーフ
- ネリウス・セロン
- ジャスティン・ニューマン